# Draco sumatranus
Espèce
Synonymes
- Draco viridis var. sumatrana Schlegel, 1844

Draco sumatranus est une espèce de sauriens de la famille des Agamidae.

## Répartition
Cette espèce se rencontre en Malaisie et en Indonésie à Sumatra et au Kalimantan.

## Étymologie
Cette espèce est nommée en référence au lieu de sa découverte, Sumatra.

## Publication originale
- Schlegel, 1844 : Abbildungen neuer oder unvollständig bekannter Amphibien, nach der Natur oder dem Leben entworfen und mit einem erläuternden Texte begleitet. Arne and Co., Düsseldorf, p. 1-141 (texte intégral).